# Meracanthomyia gamma
Meracanthomyia gamma är en tvåvingeart som beskrevs av Friedrich Georg Hendel 1910. Meracanthomyia gamma ingår i släktet Meracanthomyia och familjen borrflugor.
Artens utbredningsområde är Sri Lanka. Inga underarter finns listade i Catalogue of Life.